# كولينس (نيويورك)
كولينس (بالإنجليزية: Collins, New York)‏ هي بلدة أمريكية تقع في الولايات المتحدة في نيويورك (ولاية). يقدر عدد سكانها بـ 6,601 نسمة .